# Traversari Erzsébet
Traversari Erzsébet ( – 1264), ravennai patríciuslány, Utószülött István herceg első felesége.

## Élete
Édesapja Paolo (Guglielmo) Traversari ravennai patrícius. Anyja neve nem ismert, az azonban biztos, hogy nem apja felesége volt, hiszen Erzsébet törvényesített leány volt.
Erzsébet első férje Tomaso de Foliano patrícius volt. Az ő halála után 1263-ban feleségül ment Utószülött István magyar herceghez. Házasságukból 1264-ben egy fiú, István született, akinek a születése Erzsébet életébe került, viszont a kisfiú csecsemőkorában meghalt.
Férje hamarosan másodszor is megházasodott, választottja Michele Sbarra Morosini velencei patrícius lánya, Tomasina Morosini. Az ő fiuk volt a későbbi III. András, akit a nagyapa után neveztek el.